# Gigantoshiraminesauropus
Gigantoshiraminesauropus (лат.) — ихнород травоядных орнитоподовых динозавров из раннего мела Японии. Типовой и единственный ихновид Gigantoshiraminesauropus matsuoi назван и описан Azuma и Takeyama в 1991 году.

## История исследования
Голотип ISBV002, представляющий собой единственный естественный слепок, обнаружен в 1985 году в слоях подгруппы Itoshiro, датированных берриасом — барремом (около 145—125 млн лет назад), префектура Исикава, Япония.

## Описание
Azuma и Takeyama описали новый вид на основе одного плохо сохранившегося следа. Это трёхпалый отпечаток стопы. Matsukawa и коллеги в 1995 году отметили, что этот ихнотаксон был описан без проведения сравнения с отпечатками из других местонахождений. Lockley и Matsukawa в 1998 году заключили, что Gigantoshiraminesauropus является nomen dubium. Dias-Martinez и коллеги поддерживают данный вывод.